# Герман Дейлі
Герман Едвард Дейлі (англ. Herman Edward Daly; 21 липня 1938 — 28 жовтня 2022) — американський екологічний економіст, професор Школи публічної політики Мерілендського університету в Коледж-Парку, США.

## Життєпис
З 1988 по 1994 рік Герман Дейлі обіймав один із керівних постів у Департаменті навколишнього середовища Світового банку, брав участь у розробці основних принципів політики банку у сфері сталого розвитку.
Він також був пов'язаний з екологічною діяльністю Світового банку в Латинській Америці. Герман Дейлі є автором більш ніж ста наукових публікацій.
Його ім'я тісно асоціюється із теорією економіки сталого стану.
До приходу до Світового банку Дейлі працював професором економіки в Університеті штату Луїзіана. Він є одним із засновників та членом редколегії Журналу екологічної економіки, брав участь у створенні Міжнародного товариства екологічної економіки.
Він є одним із авторів ідеї нерентабельного зростання.

## Нагороди
Г. Дейлі був удостоєний премії «За гідне існування», премії Хейнекена від Нідерландської королівської академії наук (1996), премії Софії (1999), премії Леонтьєва від Інституту глобального розвитку та навколишнього середовища, він називався людиною 2008 року за версією журналу «Adbusters».

## Праці

### Книги
- (англ.) Toward a Steady-State Economy (editor, 1973)
- (англ.) Steady-State Economics (1977)
- (англ.) Beyond Growth (1996)
- (англ.) Ecological Economics and the Ecology of Economics (1999)
- (англ.) The Local Politics of Global Sustainability (2000, with Thomas Prugh and Robert Constanza[en]
- (англ.) Ecological Economics: Principles and Applications (2003, with Joshua Farley)
  - (рос.) На общее благо. Переориентация экономики к людям, окружающей среде и устойчивому будущему. Герман Дэйли и Джон Кобб, Beacon Press, Бостон, 1989. Пер. на русский язык (под ред. А. Ю. Ретеюма и П. И. Сафонова), Российское отделение ISEE, М., 1994 г., — 323 с.
  - (рос.) Оценивая нашу Землю. Экономика, экология, этика. Под ред. Германа Дэйли и Кеннета Таунсенда, The MIT Press, Кембридж, Массачусетс, 1993. Пер. на русский язык (под ред. А. Ю. Ретеюма и П. И. Сафонова), Российское отделение ISEE, М., 1994, — 268 с.

### Статті
- Daly, Herman E. The Perils of Free Trade // Scientific American. — Springer Nature, 1993. — Vol. 269, no. 5 (11). — P. 24—29.
- Daly, Herman E. On Wilfred Beckerman's Critique of Sustainable Development // Environmental Values[en] : journal. — 1995. — Vol. 4. — P. 49—55.
- Economics in a Full World [Архівовано 25 жовтня 2016 у Wayback Machine.], article in Scientific American (2005)
- A Steady State Economy, Paper presented to the UK Sustainable Development Commission, April 24, 2008